# Trente-troisième circonscription de la Seine
La trente-troisième circonscription de la Seine est l'une des neuf circonscriptions législatives que compte le département français de la Seine, situé en région Île-de-France. Elle n'existe plus depuis la Loi n° 86-1197 du 24 novembre 1986.

## Description géographique
La trente-troisième circonscription de la Seine était composée de :
- commune de Nanterre
- commune de Suresnes

Source : Journal officiel du 14-15 octobre 1958.

## Description historique et politique

### Historique des députations
| Législature | Début de mandat | Fin de mandat  | Député         | Parti politique | Observations                                                                             |
| ----------- | --------------- | -------------- | -------------- | --------------- | ---------------------------------------------------------------------------------------- |
| Ire         | 9 décembre 1958 | 9 octobre 1962 | Jean Toutain   | UNR             | Mandat écourté à la suite d'une dissolution parlementaire décidée par Charles de Gaulle. |
| IIe         | 6 décembre 1962 | 2 avril 1967   | Raymond Barbet | PCF             |                                                                                          |

## Historique des élections

### Élections de 1958
| Candidat       | Candidat               | Parti          | Premier tour | Premier tour | Second tour | Second tour |  |
| Candidat       | Candidat               | Parti          | Voix         | %            | Voix        | %           |  |
| -------------- | ---------------------- | -------------- | ------------ | ------------ | ----------- | ----------- |  |
|                | Raymond Barbet         | PCF            | 18 492       | 39,54        | 19 798      | 42,43       |  |
|                | Jean-Marie Toutain élu | UNR            | 12 487       | 26,7         | 21 921      | 46,98       |  |
|                | Albert Gazier          | SFIO           | 8 296        | 17,74        | 4 942       | 10,59       |  |
|                | Robert Gardes          | MRP            | 4 334        | 9,27         | Retrait     | Retrait     |  |
|                | Georges Suffert        | UFD            | 2 201        | 4,71         |             |             |  |
|                | Georges Foucard        | Extrême droite | 962          | 2,06         |             |             |  |
|                |                        |                |              |              |             |             |  |
| Inscrits       | Inscrits               | Inscrits       | 58 011       | 100,00       | 58 009      | 100,00      |  |
| Abstentions    | Abstentions            | Abstentions    | 10 321       | 17,79        | 10 775      | 18,57       |  |
| Votants        | Votants                | Votants        | 47 690       | 82,21        | 47 234      | 81,43       |  |
| Blancs et nuls | Blancs et nuls         | Blancs et nuls | 918          | 1,92         | 573         | 1,21        |  |
| Exprimés       | Exprimés               | Exprimés       | 46 772       | 98,08        | 46 661      | 98,79       |  |

Le suppléant de Jean-Marie Toutain était Maurice Clerc.

### Élections de 1962
| Candidat       | Candidat                   | Parti          | Premier tour | Premier tour | Second tour | Second tour |  |
| Candidat       | Candidat                   | Parti          | Voix         | %            | Voix        | %           |  |
| -------------- | -------------------------- | -------------- | ------------ | ------------ | ----------- | ----------- |  |
|                | Raymond Barbet élu         | PCF            | 20 488       | 47,5         | 24 275      | 55,24       |  |
|                | Jean-Marie Toutain sortant | UNR-UDT        | 15 272       | 35,41        | 19 672      | 44,76       |  |
|                | Alfred-Édouard Chobeaux    | SFIO           | 4 740        | 10,99        | Retrait     | Retrait     |  |
|                | Robert Gardes              | MRP            | 2 635        | 6,11         | Retrait     | Retrait     |  |
|                |                            |                |              |              |             |             |  |
| Inscrits       | Inscrits                   | Inscrits       | 58 096       | 100,00       | 58 096      | 100,00      |  |
| Abstentions    | Abstentions                | Abstentions    | 13 908       | 23,94        | 12 456      | 21,44       |  |
| Votants        | Votants                    | Votants        | 44 188       | 76,06        | 45 640      | 78,56       |  |
| Blancs et nuls | Blancs et nuls             | Blancs et nuls | 1 053        | 2,38         | 1 693       | 3,71        |  |
| Exprimés       | Exprimés                   | Exprimés       | 43 135       | 97,62        | 43 947      | 96,29       |  |

Le suppléant de Raymond Barbet était Étienne Lafourcade, ouvrier métallurgiste.